# Tài khoản chứng khoán
Tài khoản chứng khoán (Securities account) đôi khi được gọi là tài khoản môi giới (Brokerage account) là tài khoản nắm giữ tài sản tài chính (chẳng hạn như chứng khoán) thay mặt cho nhà đầu tư trong giao dịch với ngân hàng, nhà môi giới hoặc bên giám sát. Các nhà đầu tư và các nhà giao dịch (Trader) thường có tài khoản chứng khoán với nhà môi giới hoặc ngân hàng mà họ sử dụng để mua và bán chứng khoán. Tài khoản chứng khoán có thể có nhiều loại khác nhau, chẳng hạn như tài khoản cổ phiếu, tài khoản quyền chọn, tài khoản ký quỹ hoặc tài khoản tiền mặt. Tài khoản chứng khoán thường được coi là quỹ khách hàng (Client fund), tách biệt chúng với tiền và tài sản của công ty. Sự tách biệt này đáp ứng các quy định tài chính của hầu hết các quốc gia.
Tài khoản chứng khoán‏‏ là nơi các nhà đầu tư (người chơi chứng khoán) cất giữ tiền và các sản phẩm cổ phiếu cũng như các loại chứng khoán khác nhau. Khi có tài khoản chứng khoán, nhà đầu tư mới đủ điều kiện mua bán tại thị trường chứng khoán niêm yết tập trung. Nhà đầu tư cá nhân được mở nhiều tài khoản, nhưng theo nguyên tắc mỗi công ty chứng khoán chỉ được mở duy nhất một tài khoản giao dịch. Các nhà đầu tư không bị giới hạn số lượng tài khoản chứng khoán nhưng tại mỗi công ty chứng khoán, người đầu tư chỉ được mở một tài khoản duy nhất nên một người có thể mở tài khoản tại nhiều công ty chứng khoán khác nhau. Tài khoản chứng khoán sẽ được các công ty chứng khoán quản lý.

## Đại cương
Do việc cạnh tranh thị phần giữa các công ty chứng khoán, nên các thủ tục mở tài khoản thường được tinh gọn để nhà đầu tư có thể mở tài khoản đơn giản nhất. Các nhà đầu tư có thể mở tài khoản tại các công ty chứng khoán với thủ tục nhanh chóng và thuận tiện, các công ty chứng khoán đều hỗ trợ mở tài khoản trực tiếp hoặc trực tuyến miễn phí chỉ với những thao tác đơn giản, nhà đầu tư có thể đến trực tiếp trụ sở của công ty chứng khoán hoặc liên hệ với công ty chứng khoán để được đăng ký qua mạng (online). Khi mở tài khoản chứng khoán, nhà đầu tư sẽ đến tại công ty chứng khoán mà mình tìm hiểu trước đó về sự uy tín, phù hợp với nhu cầu cá nhân để làm thủ tục mở tài khoản. Công ty chứng khoán yêu cầu khách hàng cần phải hoàn thiện hồ sơ hợp đồng mở tài khoản trong thời hạn nhất định (khoảng vài tuần) kể từ khi mở tài khoản online thành công. Nếu khách hàng chưa kịp hoàn thiện hợp đồng trong thời hạn này, tài khoản có thể bị chặn đặt lệnh trên hệ thống và gián đoạn giao dịch.
Nhà đầu tư không phải chịu mức phí mở tài khoản chứng khoán. Phí mở tài khoản chứng khoán tại các công ty chứng khoán đều miễn phí. Các chi phí nhà đầu tư phải chịu khi giao dịch chứng khoán: Phí lãi vay margin (giao dịch ký quỹ), phí giao dịch, phí quản lý tài sản, phí SMS, hoặc các khoản phí khác. ‏Phí giao dịch của các công ty chứng khoán thường không chênh lệch quá lớn vì cạnh tranh với nhau. Đặc biệt là các nhà đầu tư nhỏ, bởi, biểu phí giao dịch thường phụ thuộc vào tỷ lệ % giá trị giao dịch nên phí giao dịch sẽ không nhiều. Số lượng tài khoản chứng khoán nhà đầu tư nên mở phụ thuộc vào các yếu tố như mục đích đầu tư, chiến lược đầu tư, ngân sách, thời gian và kinh nghiệm, những nhà đầu tư có kinh nghiệm và muốn thực hiện nhiều phương pháp, chiến lược đầu tư khác nhau thì việc mở nhiều tài khoản chứng khoán có thể giúp phân tán rủi ro đầu tư và tránh các rủi ro liên quan đến tài khoản duy nhất, với người mới bắt đầu chơi hoặc chỉ quan tâm đến một số cổ phiếu cụ thể, việc phân tán tài khoản có thể làm cho việc quản lý và theo dõi đầu tư trở nên phức tạp.

## Việt Nam
Ở Việt Nam, từng xuất hiện hiện tượng bùng nổ đăng ký tài khoản chứng khoán và sau đó cũng lập kỷ lục về việc đóng khóa tài khoản chứng khoán. Một báo cáo năm 2020 cho thấy số lượng tài khoản chứng khoán mở mới lên đến gần 32.000, chỉ xếp sau tháng 3 năm 2018, đạt 40.550 tài khoản, mỗi ngày trung bình có đến gần 1.500 tài khoản mở mới, trung bình mỗi đơn vị phải giải quyết hồ sơ mở mới là 75 tài khoản. Số lượng tài khoản chứng khoán tại Việt Nam tính đến hết tháng 10 năm 2023 là 7,45 triệu tài khoản, trong đó, số tài khoản của nhà đầu tư cá nhân trong nước vẫn chiếm tỷ trọng lớn nhất với hơn 7,38 triệu đơn vị. Việc một người mở nhiều tài khoản chứng khoán cũng rất bình thường vì tùy theo nhu cầu mỗi thời điểm, công ty chứng khoán nào có chính sách hấp dẫn và phù hợp thì có sự dịch chuyển dòng vốn. Thậm chí cùng một loại cổ phiếu nhưng có công ty chứng khoán cho vay margin cao, có nơi không cho vay margin thì việc mỗi nhà đầu tư có nhiều tài khoản để tối ưu hóa, đồng thời sự phát triển của công nghệ cũng giúp cho việc mở tài khoản chứng khoán nhanh hơn rất nhiều, các công nghệ xác thực từ xa hiện nay đã giúp nhà đầ tư mở tài khoản chứng khoán. Số lượng tài khoản lớn phải đi kèm với thị phần cao, còn số lượng tài khoản lớn, nhưng thị phần vẫn thấp đồng nghĩa với kém hiệu quả.
Xuất hiện một số hành vi tiêu cực như hành vi cho mượn tài khoản chứng khoán, mở và sử dụng nhóm các tài khoản chứng khoán đứng tên các cá nhân khác để mua bán, thâu tóm cổ phiếu và giao dịch, đặt lệnh giao dịch chứng khoán để mua bán, khớp lệnh làm tăng tính thanh khoản và đẩy giá cổ phiếu, kết hợp với các thao tác khớp lệnh mua, bán nội bộ, mua bán chéo, khớp lệnh tạo giá đóng cửa ATC, mua bán thỏa thuận, đứng tên thực hiện việc nhận tiền, chuyển tiền, nộp rút tiền vào các tài khoản chứng khoán để giao dịch mua, bán cổ phiếu, sử dụng tài khoản chứng khoán mượn nhờ, giả tạo để giao dịch cổ phiếu, ký các chứng từ để hợp thức hóa, nguyên nhân do việc mở tài khoản chứng khoán dễ dàng, không kiểm soát nên có các đối tượng đã lợi dụng thuê, nhờ người khác mở tài khoản để sử dụng nhằm thao túng chứng khoán.
Sau đó, đã có sự việc  545.386 tài khoản chứng khoán bị đóng trong tháng 10 năm 2023, gấp ba lần so với số tài khoản mở mới là 167.659 tài khoản., lần đầu tiên trong lịch sử hơn 378.100 tài khoản chứng khoán bị đóng, sự kiện đầu tiên trong hơn hai thập kỷ thị trường chứng khoán Việt Nam đi vào hoạt động, tính đến tháng 10 năm 2023, tổng tài khoản chứng khoán do nhà đầu tư cá nhân trong nước nắm giữ sụt xuống còn 7,38 triệu tài khoản. Trong hơn hai thập kỷ thị trường chứng khoán Việt Nam vận hành và phát triển, chưa bao giờ có sự kiện đóng tài khoản chứng khoán như vậy. Có những nhà đầu tư mở tài khoản ở ngân hàng, sau đó liên kết với công ty chứng khoán, sau đó công ty chứng khoán ghi nhận có nhiều tài khoản không hoạt động nên chủ động đóng lại, mặt khác thì chính quyền cũng yêu cầu tổ chức tín dụng, trung gian thanh toán phối hợp với các cơ quan thu thập, xử lý, rà soát và làm sạch dữ liệu. Có những công ty chứng khoán đã rà soát việc đăng ký tài khoản để có con số xác thực và thực hiện đóng các tài khoản đã mở trước đó nhưng không có phát sinh giao dịch, đây là việc làm sạch dữ liệu người dùng thông qua việc đối chiếu thông tin của người dùng với Cơ sở dữ liệu quốc gia về dân cư, hệ thống định danh và xác thực điện tử nhằm làm sạch dữ liệu người tham gia giao dịch chứng khoán, đảm bảo trùng khớp và loại bỏ dữ liệu sai, trùng lặp hoặc thông tin ảo.